# 비비엔 오스본

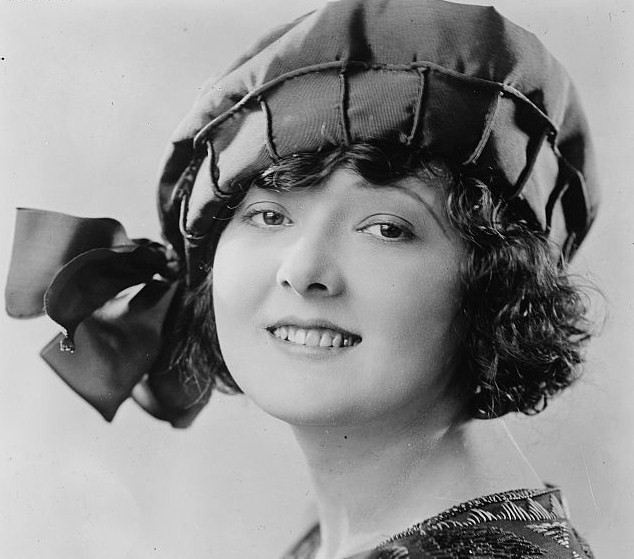

비비엔 오스본(Vivienne Osborne, 1896년 12월 10일 ~ 1961년 6월 10일)은 미국의 배우, 연극 배우, 영화배우이다.
디모인에서 태어났으며 말리부에서 사망하였다. 할리우드 포에버 공동묘지에 매장되었다.

## 영화
- 드래곤윅 (1946년)
- 팬텀 브로드캐스트 (1933년)
- 투 세컨드 (1932년) - 셜리 데이 역